# عبد القادر إلياس
عبد القادر إلياس لاعب كرة قدم قطري من مواليد مكة.

## مسيرة اللاعب
لعب مع نادي الجيش و السيلية وأم صلال و نادي المرخية والنادي العربي.
مثل المنتخب القطري في عدة مناسبات .

## روابط خارجية
- عبد القادر إلياس على موقع ناشيونال فوتبول تيمز (الإنجليزية)
- عبد القادر إلياس على موقع Soccerway.com (الإنجليزية)